# Apoteose do Samba
Sociedade Recreativa e Cultural Apoteose do Samba é uma escola de samba da cidade de Uruguaiana. 

## História
A Apoteose do Samba foi fundada em 2004, tendo como cores o verde, laranja e preto. Tem como símbolo um Leão. A escola é uma dissidência da escola de samba Bambas da Alegria e não possui sede própria, ensaia na Rua Domingos Almeida, no Campo do E.C. Ferro Carril.
Estreou no carnaval de 2005. Em 2006, venceu o Segundo Grupo, sendo promovida para o Principal no ano seguinte.

## Segmentos

### Presidentes
| Nome          | Mandato | Ref. |
| ------------- | ------- | ---- |
| Selmar Soares | ? - ?   |      |

## Carnavais
| Ano                                   | Colocação   | Grupo    | Enredo                                                                                    | Carnavalesco   | Ref.                 |
| ------------------------------------- | ----------- | -------- | ----------------------------------------------------------------------------------------- | -------------- | -------------------- |
| 2005                                  |             | 2º       | Apoteose do Samba numa noite do Havaí.                                                    |                | [ 1 ]                |
| 2006                                  | Campeã      | 2º       | Olho Grande sai pra lá, meu samba é meu Patuá.                                            |                | [ 1 ]                |
| 2007                                  | 6º lugar    | 1°       | Na mira da paixão, deixe o leão cupido flechar seu coração.                               |                | [ 1 ]                |
| 2008                                  | 6º lugar    | 1º       | Num transe genial Apoteose vem para perfumar o carnaval.                                  |                | [ 1 ]                |
| 2009                                  | 7º lugar    | 1°       | Um pra lá, dois pra cá, vem com a Apoteose dançar                                         |                | [ 1 ] [ 3 ]          |
| 2010                                  | Campeã      | 2°       | Num Sonho Apoteótico Viajei.                                                              |                | [ 1 ] [ 4 ]          |
| 2011                                  | 5º lugar    | 1°       | O Místico Mistério de ser Místico                                                         |                | [ 1 ] [ 5 ]          |
| 2012                                  | 5º lugar    | 1°       | Oxente! De Repente um Carnaval Diferente                                                  |                | [ 1 ] [ 6 ]          |
| 2013                                  | 6º lugar    | Especial | Eu Sou Filho da Mata, Dono Desse Chão - O Contador de Lendas e Mistérios de um Povo Pardo |                | [ 1 ] [ 7 ] [ 8 ]    |
| 2014                                  | 4º lugar    | Acesso   | Rio São Francisco - Às Margens de um Gigante a Riqueza e a Simplicidade de um Povo.       | Guto           | [ 1 ] [ 9 ]          |
| 2015                                  | Campeã      | 2º Grupo | Cerveja, O Sabor Milenar.                                                                 |                | [ 1 ] [ 10 ]         |
| 2016                                  | Vice-campeã | Acesso   | Adorar, Cultuar e Orar, Para Nos Purificar                                                |                | [ 1 ] [ 11 ] [ 12 ]  |
| 2017                                  | Campeã      | Acesso   | Bela! Rica! África!                                                                       | Jorge Ubiracy  | [ 13 ] [ 14 ]        |
| 2018                                  | 6º lugar    | Especial | Aos Encantos da Noite, Apoteose do Samba Exalta as Deusas da Lua: Jaci, Isis e Mawu       | Jorge Ubiracy  | [ 15 ] [ 16 ]        |
| 2019                                  | Vice-campeã | Acesso   | Árabes - Uma Cultura Feita de Fé e Amor                                                   |                | [ 17 ] [ 18 ]        |
| 2020                                  | 7º lugar    | Especial | Das Trevas Nasce a Luz! Apoteose do Samba Desvenda os Segredos do Universo                |                | [ 19 ] [ 20 ] [ 21 ] |
| Não ocorreram desfiles em 2021 e 2022 |             |          |                                                                                           |                |                      |
| 2023                                  | 7º lugar    | Especial | Fênix: Uma Lenda, Um Símbolo, o Renascer do Nosso Samba!                                  | Oduvaldo Mello | [ 23 ] [ 24 ]        |
| 2024                                  | 7º lugar    | Especial | São 20 Páginas Marcantes. A Apoteose Brinda a sua Trajetória                              |                | [ 25 ]               |

## Títulos
- Campeã do 2º Grupo: 2015
- Campeã do Acesso (antigo Grupo- 2): 2006,[1] 2010, 2017